# Danh sách đô thị tại Lugo
Đây là danh sách các đô thị ở tỉnh Lugo, thuộc cộng đồng tự trị Galicia, Tây Ban Nha.
| Tên                   | Dân số (2002) |
| Abadín                | 3.342         |
| Alfoz                 | 2.398         |
| Antas de Ulla         | 2.719         |
| Baleira               | 1.845         |
| Baralla               | 3.279         |
| Barreiros             | 3.357         |
| Becerreá              | 3.532         |
| Begonte               | 3.748         |
| Bóveda                | 1.974         |
| Burela                | 8.176         |
| Carballedo            | 3.121         |
| Castro de Rei         | 5.966         |
| Castroverde           | 3.418         |
| Cervantes             | 2.135         |
| Cervo                 | 5.016         |
| O Corgo               | 4.224         |
| Cospeito              | 5.706         |
| Chantada              | 9.695         |
| Folgoso do Courel     | 1.510         |
| A Fonsagrada          | 5.146         |
| Foz                   | 9.612         |
| Friol                 | 4.729         |
| Guitiriz              | 6.249         |
| Guntín                | 3.453         |
| O Incio               | 2.455         |
| Láncara               | 3.235         |
| Lourenzá              | 2.779         |
| Lugo                  | 89.509        |
| Meira                 | 1.816         |
| Mondoñedo             | 4.987         |
| Monforte de Lemos     | 19.817        |
| Monterroso            | 4.253         |
| Muras                 | 1.067         |
| Navia de Suarna       | 1.869         |
| Negueira de Muñiz     | 233           |
| As Nogais             | 1.547         |
| Ourol                 | 1.465         |
| Outeiro de Rei        | 4.333         |
| Palas de Rei          | 4.135         |
| Pantón                | 3.377         |
| Paradela              | 2.552         |
| O Páramo              | 1.925         |
| A Pastoriza           | 3.975         |
| Pedrafita do Cebreiro | 1.562         |
| A Pobra do Brollón    | 2.572         |
| Pol                   | 2.072         |
| A Pontenova           | 3.261         |
| Portomarín            | 2.035         |
| Quiroga               | 4.209         |
| Rábade                | 1.583         |
| Ribadeo               | 9.163         |
| Ribas de Sil          | 1.406         |
| Ribeira de Piquín     | 842           |
| Riotorto              | 1.830         |
| Samos                 | 2.073         |
| Sarria                | 13.053        |
| O Saviñao             | 5.000         |
| Sober                 | 3.009         |
| Taboada               | 4.077         |
| Trabada               | 1.616         |
| Triacastela           | 882           |
| O Valadouro           | 2.371         |
| O Vicedo              | 2.303         |
| Vilalba               | 15.520        |
| Viveiro               | 15.444        |
| Xermade               | 2.595         |
| Xove                  | 3.625         |